# Soha ne felejts!
A Soha ne felejts! (eredeti cím: Kill 'Em All) 2017-ben bemutatott amerikai akció-thriller, melyet Peter Malota rendezett, a főszereplők Jean-Claude Van Damme, Autumn Reeser és Peter Stormare.
Az Amerikai Egyesült Államokban 2017. június 6-án mutatták be, Magyarországon kizárólag DVD-n jelent meg május 20-án.
A történet szerint egy ismeretlen férfit (Van Damme) hoznak be a kórházba, súlyosan megsebesülve. Egy ápolónő, Suzanne (Reeser) gondoskodik róla. A helyzet rosszabbá fajul, amikor egy nemzetközi banda a szégyentelenül behatol a kórházba, hogy végezzenek vele. Ez a férfi még anno közéjük tartózott, mint biztonsági őr, ám ellenük fordult, mikor megtudta, hogy az egyikőjük még gyerek korában megölte az apját; megfogadta, hogy bosszút esküdik.

## Szereplők
| Szerep             | Színész               | Magyar hang         |
| ------------------ | --------------------- | ------------------- |
| Phillip            | Jean-Claude Van Damme | Jakab Csaba         |
| Suzanne            | Autumn Reeser         | Bartsch Kata        |
| Sanders CIA-ügynök | María Conchita Alonso | Andresz Kati        |
| Holman CIA-ügynök  | Peter Stormare        | Barabás Kiss Zoltán |
| Radovan            | Daniel Bernhardt      | Czvetkó Sándor      |
| Dusan              | Kris Van Damme        | Ágoston Péter       |
| Alvira             | Mila Kaladjurdjevic   | Martinovics Dorina  |
| Klaus              | Paul Sampson          | Sörös Sándor        |
| Zoran              | Kieran Gallagher      |                     |
| Ivan               | Peter Organ           |                     |

további magyar hangok: Szilágyi Csenge, Karsai István, Imre István, Bartók László

## Megjelenés
A film az Amerikai Egyesült Államokban 2017. június 6-án jelent meg DVD-n és Blu-rayen a Sony Pictures Home Entertainment forgalmazásában. Magyarországon 2017. május 20-án jelent meg DVD-n.